# Страйстены
Страйстены (рум. Străisteni) — село в Молдавии, в составе коммуны Бачой сектора Ботаника муниципия Кишинёв. Кроме него в коммуну также входят сёла Бачой, Браила и Фрумушика.